# کرون یانف
کرون یانف (بلغاری: Крум Иванов Янев؛ ۹ ژانویهٔ ۱۹۲۹ – ۲۴ اوت ۲۰۱۲) بازیکن فوتبال اهل بلغارستان بود.
از باشگاه‌هایی که در آن بازی کرده‌است می‌توان به باشگاه فوتبال بوتو پلوودیو و باشگاه فوتبال زسکا صوفیه اشاره کرد.
وی همچنین در تیم ملی فوتبال بلغارستان بازی کرده‌است.